# Coenonympha cephalidarwiniana
Coenonympha cephalidarwiniana är en fjärilsart som beskrevs av Ruggero Verity 1953. Coenonympha cephalidarwiniana ingår i släktet Coenonympha och familjen praktfjärilar. Inga underarter finns listade i Catalogue of Life.